# شبدر سفید
شبدر سفید (نام علمی: Trifolium repens) نام یکی از گونه‌های سردهٔ شبدر است.
شبدر سفید گل ملی کشورهای ایرلند و ایرلند شمالی است.